# Carum rupicola
Carum rupicola är en flockblommig växtart som beskrevs av Per Hartvig och P.Arne K. Strid. Carum rupicola ingår i släktet kumminsläktet, och familjen flockblommiga växter. Inga underarter finns listade i Catalogue of Life.